# Plus tard, je serai un enfant
Plus tard, je serai un enfant est un livre d’entretiens paru en 2017. 
Catherine Lalanne, rédactrice en chef à Pèlerin, interroge Éric-Emmanuel Schmitt sur ses premières années : préparent-elles l’artiste de réputation mondial qu’il est aujourd’hui ? S’est-il construit dans son enfance ? Hors de son enfance ? En réaction à son enfance ? La journaliste inaugure avec Éric-Emmanuel Schmitt une collection chez Bayard qui s’appelle L’atelier de l’enfance. Amis depuis des années, Catherine Lalanne et Éric-Emmanuel Schmitt se connaissent bien, au point que l’auteur si pudique lui murmure quelques confidences et lui a livré des photos tirées de l’album de famille, qui figurent en fin d’ouvrage. 

## Résumé
- Chapitre 1 : « Le petit Lyonnais ».

Né sur la colline de Fourvière, « la colline qui prie », le petit Éric-Emmanuel contemple le monde depuis le balcon, comme un théâtre qui s’offre à lui, avec déjà la distance qu’y ajoutera la philosophie. 
- Chapitre 2 : « Le petit-fils du sertisseur ».

Le garçon admire son grand-père artisan, qui fabrique des bijoux du matin au soir et récupère le soir la poussière d’or. Grâce à lui, quoique artiste, il a la patience et la ténacité d’un artisan. 
- Chapitre 3 : « Le lecteur insatiable ».

Il raconte son mépris pour les livres jusqu’à l’éblouissement, à 8 ans, en découvrant Les Trois Mousquetaires. Dès onze ans, il commence à écrire des romans, des adaptations, des pièces et continue à être un grand lecteur, aujourd’hui au jury du Goncourt. 
- Chapitre 4 : « L’enfant musicien ». Il révèle comment Mozart lui sauva la vie, à l’adolescence, et comment la musique demeure pour lui l’art suprême. Il montre les schémas musicaux qui président à son travail d’écrivain.
- Chapitre 5 : « Le dramaturge précoce ». Ébloui à 11 ans en voyant Cyrano de Bergerac, il crée sa première pièce à 16 ans et cerne le rôle vital du théâtre.
- Chapitre 6 : « Le créateur joyeux ». Il analyse sa joie, à la fois naturelle et volontaire, car forcément démentie et bousculée par les évènements et les chagrins. Il justifie l’optimisme.
- Chapitre 7 : « L’ami de Dieu ». Dieu est le grand absent de son enfance et le socle de sa vie adulte.
- Chapitre 8 : « Le livre enfant. » Il se livre sur sa douleur principale — le manque d’enfants — et montre comment il a développé un rapport paternel avec ses livres.
- Chapitre 9 : « Jeannine Schmitt, l’éveilleuse. » Catherine Lalanne raconte les journées passées avec celle qui a illuminé la vie d’Éric-Emmanuel Schmitt, sa mère, à qui il doit non seulement la vie, mais la confiance, l’amour des arts, la vive curiosité et la bienveillance lumineuse.

## Citations
- « Je n’ai pas eu la même enfance toute ma vie.  »[2]
- « La fenêtre que l’on ouvre sur le passé se découpe toujours dans le mur du présent. Du paysage on s’aperçoit que ce que dévoile le point de vue actuel. Rien de moins objectif que le temps révolu. Toute histoire de jadis demeure contemporaine.  »[2]
- « Soit on se dit, soit on écrit. Soit on vomit, soit on élabore des formes. Soit on est littéral, soit on est littéraire.  »[3]
- « L’artiste nait de la collaboration équitable d’un enfant et d’un adulte en une même personne. »[4]

## Éditions
- Éric-Emmanuel Schmitt, Plus tard, je serai un enfant, Paris, Groupe Bayard, 15 février 2017, 150 p., 14,5 x 1,2 x 19 cm (ISBN 978-2-227-48897-7 et 2-227-48897-2)

Édition imprimée au format de poche
- Éric-Emmanuel Schmitt, Plus tard, je serai un enfant, Paris, Librairie générale française, coll. « Le Livre de poche », 29 août 2018, 160 p., 18 cm (ISBN 978-2-253-07147-1)